# Torsten Pettersson
Torsten Pettersson (Turku, 9 luglio 1955) è un poeta e scrittore finlandese di origini svedesi.

## Biografia
Pettersson risiede a Uppsala, dove è professore di letteratura comparata presso l'Università di Uppsala. Nel 1982 ha sostenuto la sua tesi su Joseph Conrad presso l'Università Åbo Akademi. 
Nel 1988 è stato professore di letteratura presso l'Università di Oulu e dal 1989 al 1993 professore assistente e professore di letteratura generale ed estetica presso l'Università di Helsinki. Nel 1994 ha assunto la cattedra di Uppsala.

## Opere
- A. L'alfabetista (2011)
- B. Il burattinaio (2012)
- I sabotatori (2013)